# Aloja
Aloja (niem. Allendorf) – miasto w północnej Łotwie, niedaleko granicy z Estonią. W latach 2009–2021 siedziba novadsu Aloja.